# Сухулучены
Сухулучены (рум. Suhuluceni, Сухулучень) — село в Теленештском районе Молдавии. Является административным центром коммуны Сухулучены, включающей также село Германешты.

## География
Село расположено на высоте 85 метров над уровнем моря.

## Население
По данным переписи населения 2004 года, в селе Сухулучень проживает 1358 человек (698 мужчин, 660 женщин).
Этнический состав села:
| Национальность | Число жителей | Процентный состав |
| -------------- | ------------- | ----------------- |
| молдаване      | 1303          | 95.95             |
| румыны         | 48            | 3.53              |
| украинцы       | 4             | 0.29              |
| русские        | 2             | 0.15              |
| прочие         | 1             | 0.07              |
| Всего          | 1358          | 100%              |